# Manabu Wakabayashi
Manabu Wakabayashi (født 3. juni 1979) er en japansk fodboldspiller.
Han har spillet for flere forskellige klubber i sin karriere, herunder Tochigi SC og Omiya Ardija.